# Thành Kagoshima
Thành Kagoshima (鹿児島城 (Lộc Nhi Đảo thành) Kagoshima-jō) là một tòa thành Nhật Bản nằm tại thành phố Kagoshima, tỉnh Kagoshima, Nhật Bản. Tòa thành này còn có tên gọi khác là Thành Tsurumaru (鶴丸城 (Hạc Hoàn thành) Tsurumaru-jō).

## Lịch sử
Tòa thành được Shimazu Iehisa cho xây dựng năm 1601. Năm 1600 cha của Iehisa là Shimazu Yoshihiro, daimyo của khối liên minh phía tây, bị khối liên minh phía đông do Tokugawa Ieyasu lãnh đạo đánh bại trong trận Sekigahara. Tòa thành này được xây dựng sau thất bại đó, trong lúc xảy ra căng thẳng chính trị nghiêm trọng với Ieyasu.
- Schmorleitz, Morton S. (1974). Các lâu đài Nhật Bản. Tokyo: Charles E. Tuttle Co. ISBN 0-8048-1102-4.